# Otto Neitzel
Otto Neitzel (Falkenburg, 6 luglio 1852 – Colonia, 10 marzo 1920) è stato un compositore, pianista, critico musicale e docente universitario tedesco.

## Biografia
Figlio di due insegnanti, Louise Messerschmidt e Gottfried Neitzel, secondo di sei fratelli, tutti portati allo studio della musica, Otto Neitzel con il suo talento fece scalpore quando aveva appena otto anni, attirando l'attenzione di Eduard Grell, del violinista Hubert Ries, del compositore Wilhelm Tauber e di Johann Carl Gottfried Loewe.
Nel 1865, entrò alla Nuova Accademia Musicale di Theodor Kullak dove studiò pianoforte con Richard Wüerst. I suoi studi vennero finanziati da un mecenate, Bernhard Loeser e Neitzel, dal 1873 al 1875, fu allievo di Franz Liszt.